# Верхній Тортим
Верхній То́ртим (рос. Верхний Тортым) — присілок в Кезькому районі Удмуртії, Росія.
Населення — 8 осіб (2010; 21 в 2002).
Національний склад станом на 2002 рік:
- удмурти — 100 %

Урбаноніми:
- вулиці — Я. Є. Пантелєєва
- провулки — Зарічний